# Condado de Blue Earth
El condado de Blue Earth (en inglés: Blue Earth County) es un condado en el estado estadounidense de Minnesota. En el censo de 2000 el condado tenía una población de 55.941 habitantes. Forma parte del área metropolitana de Mankato – North Mankato. La sede de condado es Mankato. El condado fue fundado el 5 de marzo de 1853 y fue nombrado en honor al río Blue Earth.

## Geografía

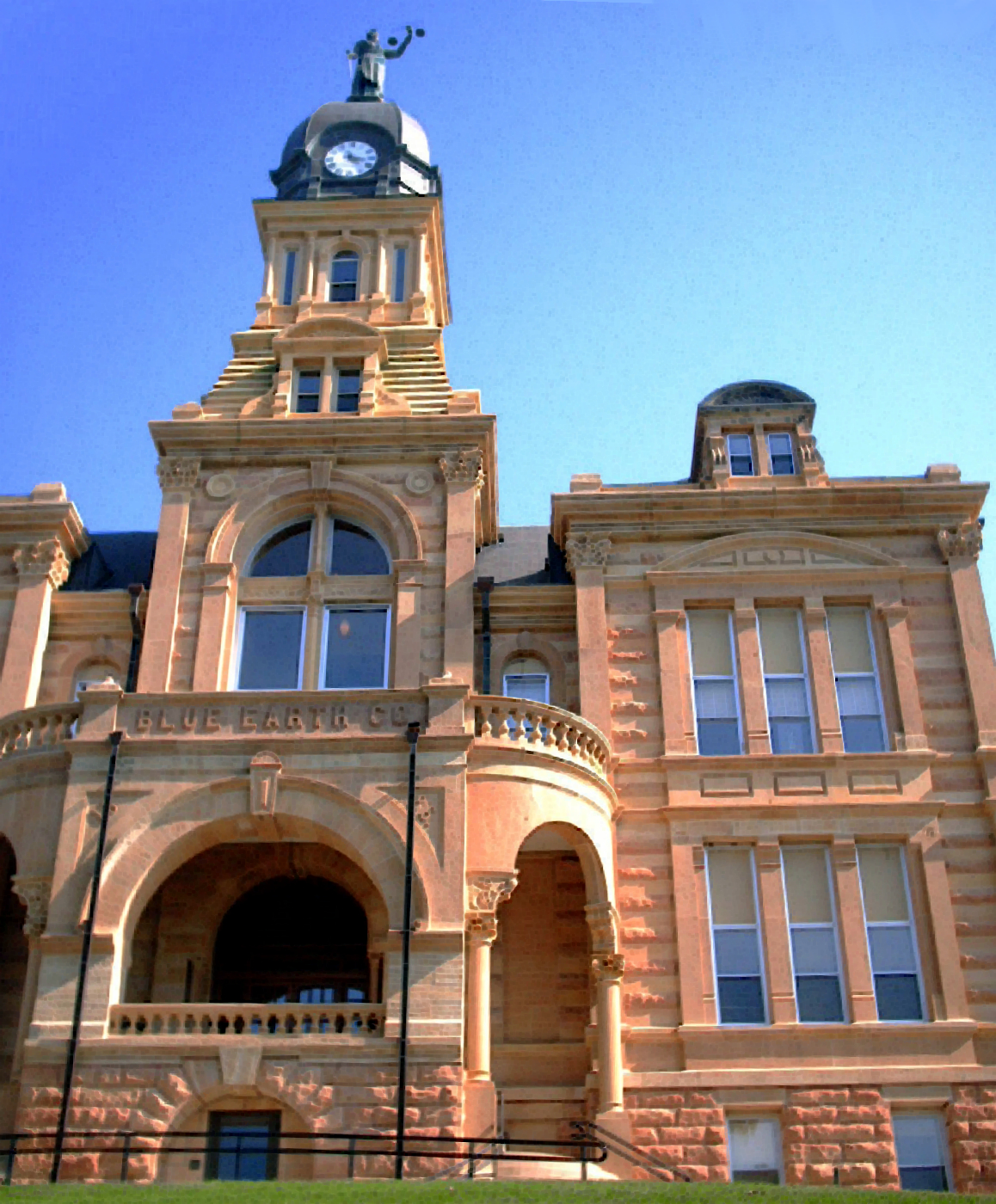
Juzgado del condado de Blue Earth en Mankato.

Según la Oficina del Censo, el condado tiene un área total de 1.984 km² (766 sq mi), de la cual 1.949 km² (752 sq mi) es tierra y 35 km² (14 sq mi) (1,77%) es agua.

### Condados adyacentes
- Condado de Nicollet (norte)
- Condado de Le Sueur (noreste)
- Condado de Waseca (este)
- Condado de Faribault (sur)
- Condado de Martin (suroeste)
- Condado de Watonwan (oeste)
- Condado de Brown (noroeste)

## Autopistas importantes
- U.S. Route 14
- U.S. Route 169
- Ruta Estatal de Minnesota 22
- Ruta Estatal de Minnesota 30
- Ruta Estatal de Minnesota 60
- Ruta Estatal de Minnesota 66
- Ruta Estatal de Minnesota 68
- Ruta Estatal de Minnesota 83

## Demografía
En el  censo de 2000, hubo 55.941 personas, 21.062 hogares y 12.616 familias residiendo en el condado. La densidad poblacional era de 74 personas por milla cuadrada (29/km²). En el 2000 había 21.971 unidades habitacionales en una densidad de 29 por milla cuadrada (11/km²). La demografía del condado era de 94,96% blancos, 1,19% afroamericanos, 0,28% amerindios, 1,79% asiáticos, 0,06% isleños del Pacífico, 0,69% de otras razas y 1,03% de dos o más razas. 1,77% de la población era de origen hispano o latino de cualquier raza. 
La renta promedio para un hogar del condado era de $38.940 y el ingreso promedio para una familia era de $50.257. En 2000 los hombres tenían un ingreso medio de $32.087 versus $22.527 para las mujeres. La renta per cápita para el condado era de $18.712 y el 12,90% de la población estaba bajo el umbral de pobreza nacional.

## Localidades

### Ciudades y pueblos
| - Amboy - Eagle Lake - Good Thunder | - Lake Crystal - Madison Lake - Mankato | - Mapleton - Minnesota Lake - North Mankato | - Garden City - Pemberton - Skyline | - St. Clair - Vernon Center |

### Municipios
| - Municipio de Beauford - Municipio de Butternut Valley - Municipio de Cambria - Municipio de Ceresco - Municipio de Danville - Municipio de Decoria - Municipio de Garden City - Municipio de Jamestown - Municipio de Judson - Municipio de Le Ray - Municipio de Lime - Municipio de Lincoln | - Municipio de Lyra - Municipio de Mankato - Municipio de Mapleton - Municipio de McPherson - Municipio de Medo - Municipio de Pleasant Mound - Municipio de Rapidan - Municipio de Shelby - Municipio de South Bend - Municipio de Sterling - Municipio de Vernon Center |